# Jorge Sampaoli
Jorge Luis Sampaoli Moya (ur. 13 marca 1960 w Casildzie) – argentyński trener piłkarski.

## Kariera piłkarska
Sampaoli jako nastolatek występował na pozycji lewego pomocnika w drużynach juniorskich klubu Newell’s Old Boys z miasta Rosario, lecz jego karierę piłkarską przerwało złamanie kości piszczelowej i strzałkowej, którego doznał w wieku dziewiętnastu lat.

## Kariera trenerska
Wkrótce rozpoczął pracę jako trener, początkowo szkoląc z sukcesami amatorskie drużyny z prowincji Santa Fe, zaś później znalazł zatrudnienie w trzecioligowym Argentino de Rosario. W styczniu 2002 przeniósł się do peruwiańskiej drużyny Juan Aurich z siedzibą w Chiclayo, po tym, jak został dostrzeżony przez prezesa tego klubu Juana José Salazara, poszukującego wzmocnień wśród zawodników z niższych lig argentyńskich. Trenerem tego zespołu, który walczył wówczas o utrzymanie w peruwiańskiej Primera División, pozostawał przez pięć miesięcy, wygrywając zaledwie jedno z ośmiu spotkań, po czym zrezygnował ze stanowiska.
Kilka tygodni później Sampaoli objął inną peruwiańską ekipę – Sport Boys z miasta Callao, gdzie spędził półtora roku, nie odnosząc większych sukcesów, lecz regularnie plasował się z nią w górnej części tabeli. W 2004 roku został szkoleniowcem Coronelu Bolognesi z Tacny, z którym w sezonie 2005 zakwalifikował się do pierwszych międzynarodowych rozgrywek w swojej karierze, Copa Sudamericana. Tam jego zawodnicy odpadli w 1/16 finału po remisowym dwumeczu z wyżej notowanym chilijskim CSD Colo-Colo, późniejszym finalistą (rywal, mający w składzie m.in. Arturo Vidala i Alexisa Sáncheza, awansował dzięki bramkom strzelonym na wyjeździe). W styczniu 2007 objął pierwszy duży klub podczas swojej pracy jako trener – Sporting Cristal ze stołecznej Limy, zaliczany do „wielkiej trójki” peruwiańskiego futbolu. Tam zanotował jednak bardzo nieudany pobyt, w siedemnastu meczach zwyciężając zaledwie czterokrotnie i zajmując trzecie od końca miejsce w tabeli, przez co już w maju stracił pracę.
W styczniu 2008 roku Sampaoli opuścił Peru na rzecz Chile, gdzie podpisał umowę z ekipą CD O’Higgins z siedzibą w mieście Rancagua. Tam już w pierwszych, wiosennych rozgrywkach Apertura zajął ze swoim zespołem wysokie, trzecie miejsce w tabeli, jednak w kolejnych sezonach jego podopieczni spisywali się nieregularnie, zajmując odpowiednio siódmą i ósmą lokatę, a ponadto ani razu nie zdołali dotrzeć do półfinału decydującej o mistrzostwie fazy play-off. Ze stanowiska został zwolniony w sierpniu 2009 roku po serii słabych wyników, a kilka miesięcy później objął funkcję szkoleniowca ekwadorskiego giganta – CS Emelec z miasta Guayaquil. W 2010 roku triumfował z nim w wiosennych rozgrywkach Apertura, a w przekroju całego sezonu wywalczył tytuł wicemistrza Ekwadoru. W czerwcu 2010 prowadzony przez niego Emelec został wybrany przez IFFHS najlepszą drużyną miesiąca na świecie – było to pierwsze tego typu wyróżnienie jakiegokolwiek ekwadorskiego klubu.
W grudniu 2010 roku Sampaoli został ogłoszony nowym szkoleniowcem czołowego chilijskiego klubu Universidad de Chile ze stołecznego Santiago, wygrywając rywalizację o tę posadę z Diego Simeone. Tam w ciągu kolejnych dwóch lat prowadził jedną z najlepszych drużyn w historii klubu, odnosząc sukcesy zarówno na arenie krajowej, jak i międzynarodowej. W wiosennym sezonie Apertura 2011 wywalczył z Universidadem tytuł mistrza Chile i tytuł ten powtórzył również pół roku później, podczas jesiennych rozgrywek Clausura 2011. W tym samym roku triumfował również w rozgrywkach Copa Sudamericana, po pokonaniu w finałowym dwumeczu ekwadorskiego LDU Quito (1:0, 3:0). Podczas tego turnieju prowadzeni przez niego zawodnicy Universidadu w dwunastu spotkaniach zdobyli 21 goli, tracąc przy tym zaledwie dwie bramki. Było to zarazem pierwsze zdobyte przez ten klub międzynarodowe trofeum w jego historii. Dzięki świetnej grze jego drużyny Sampaoli został uhonorowany wieloma nagrodami za rok 2011 – urugwajski dziennik El País wybrał go drugim najlepszym trenerem Ameryki Południowej (zaraz za Óscarem Tabárezem), IFFHS przyznało mu siódme miejsce w klasyfikacji najlepszych szkoleniowców na świecie, zaś wszystkie czołowe media sportowe w Chile uznały go najlepszym trenerem tamtejszej ligi.
W wiosennym sezonie Apertura 2012 Sampaoli wywalczył z Universidadem trzeci z rzędu tytuł mistrza Chile, a także dotarł aż do półfinału najbardziej prestiżowych rozgrywek klubowych w Ameryce Południowej – Copa Libertadores. Ogółem szkoleniowcem tego klubu pozostawał przez niemal dwa lata, zdobywając cztery trofea; trzon prowadzonej przez niego ekipy stanowili zawodnicy tacy jak bramkarz Johnny Herrera, obrońcy Eugenio Mena, José Rojas, Marcos González i Osvaldo González, pomocnicy Charles Aránguiz, Marcelo Díaz, Paulo Magalhaes i Felipe Seymour oraz napastnicy Eduardo Vargas, Gustavo Canales, Junior Fernándes i Ángelo Henríquez. Za jego kadencji Universidad został pierwszym klubem w historii chilijskiego futbolu, który zdobył trzy trofea w jednym roku kalendarzowym.
W grudniu 2012 roku Sampaoli został selekcjonerem reprezentacji Chile, zastępując na tym stanowisku swojego rodaka Claudio Borghiego. Jedną z jego pierwszych decyzji było przywrócenie do kadry pomijanego przez ostatniego szkoleniowca pomocnika Jorge Valdivii i namówienie na powrót do drużyny narodowej Davida Pizarro. Na stanowisku selekcjonera zadebiutował 15 stycznia 2013 w towarzyskim spotkaniu z Senegalem (2:1), a w tym samym roku zakwalifikował się z chilijską reprezentacją na Mistrzostwa Świata w Brazylii, notując w kwalifikacjach pięć zwycięstw, remis oraz porażkę i zajął premiowane awansem trzecie miejsce. W ankiecie przeprowadzonej przez FIFA został uznany najlepszym szkoleniowcem południowoamerykańskich eliminacji do Mistrzostw Świata 2014, pokonując José Pekermana (Kolumbia) i Alejandro Sabellę (Argentyna). Chile pod jego wodzą doszło do 1/8 finału Mistrzostw Świata 2014 w Brazylii polegając w tej fazie gospodarzom turnieju po rzutach karnych 3-2.Pod wodzą Sampaoliniego Chile zdobyło Copa América 2015 pokonując Argentynę w rzutach karnych 4-1. 19 stycznia 2016 Federacja piłkarska Chile poinformowała o rozwiązaniu za porozumieniem stron kontraktu Sampaoliniego.
27 czerwca 2016 roku hiszpański klub Sevilla FC ogłosił, że Sampaoli będzie nowym trenerem tego klubu. Argentyńczyk podpisał dwuletnią umowę.

## Sukcesy

### Universidad de Chile
- Torneo Apertura: 2011, 2012
- Torneo Clausura: 2011
- Copa Sudamericana: 2011